# Episodi di Damages (terza stagione)
La terza stagione della serie televisiva Damages è stata trasmessa negli Stati Uniti per la prima volta dall'emittente via cavo FX dal 25 gennaio al 19 aprile 2010.
In Italia la stagione è stata trasmessa dal canale satellitare AXN dal 23 aprile al 16 luglio 2010, mentre in chiaro i primi cinque episodi vennero trasmessi su Canale 5 dal 25 giugno 2012, che in seguito ne sospese la trasmissione per diverso tempo. Successivamente la stagione è tornata integralmente in onda dal 5 novembre al 17 dicembre 2013 in seconda serata sul canale del digitale terrestre TOP Crime.
| nº | Titolo originale                       | Titolo italiano               | Prima TV USA     | Prima TV Italia |
| -- | -------------------------------------- | ----------------------------- | ---------------- | --------------- |
| 1  | Your Secrets Are Safe                  | I tuoi segreti sono al sicuro | 25 gennaio 2010  | 23 aprile 2010  |
| 2  | The Dog Is Happier Without Her         | In cerca della verità         | 1º febbraio 2010 | 30 aprile 2010  |
| 3  | Flight's at 11:08                      | I nodi vengono al pettine     | 8 febbraio 2010  | 7 maggio 2010   |
| 4  | Don't Throw That at the Chicken        | Menzogne e decisioni          | 15 febbraio 2010 | 14 maggio 2010  |
| 5  | It's Not My Birthday                   | Morte sospetta                | 22 febbraio 2010 | 21 maggio 2010  |
| 6  | Don't Forget to Thank Mr. Zedeck       | Un regalo per Marilyn         | 1º marzo 2010    | 28 maggio 2010  |
| 7  | You Haven't Replaced Me                | Il corriere                   | 8 marzo 2010     | 4 giugno 2010   |
| 8  | I Look Like Frankenstein               | Inganni e ricatti             | 15 marzo 2010    | 11 giugno 2010  |
| 9  | Drive It Through Hardcore              | Il film                       | 22 marzo 2010    | 18 giugno 2010  |
| 10 | Tell Me I'm Not Racist                 | Legami di sangue              | 29 marzo 2010    | 25 giugno 2010  |
| 11 | All That Crap About Your Family        | Il lato oscuro                | 5 aprile 2010    | 2 luglio 2010   |
| 12 | You Were His Little Monkey             | L'accordo                     | 12 aprile 2010   | 9 luglio 2010   |
| 13 | The Next One's Gonna Go In Your Throat | Il passato che ritorna        | 19 aprile 2010   | 16 luglio 2010  |

## I tuoi segreti sono al sicuro
- Titolo originale: Your Secrets Are Safe
- Diretto da: Todd A. Kessler
- Scritto da: Todd A. Kessler, Glenn Kessler e Daniel Zelman

### Trama
Patty ha un incidente d'auto dal quale esce leggermente contusa. Del caso si occupa il detective Huntley che pensa subito a un'azione dolosa e le chiede se qualcuno ha avuto motivi per tentare di ucciderla. Dai primi accertamenti risulta che l'auto coinvolta nell'incidente è intestata a Tom.
Sei mesi prima. Patty si sta occupando del caso di Louis Tobin, un imprenditore che ha truffato i propri dipendenti attraverso il cosiddetto schema Ponzi. Dopo aver inutilmente sperato in un ritorno di Ellen, la quale adesso lavora per il procuratore distrettuale Curtis Gates nella sezione narcotraffico, Patty fa sgomberare il suo ufficio e comunica a Tom che ha deciso di premiare la sua fedeltà intitolando lo studio Hewes & Shades. Louis Tobin ha ottenuto gli arresti domiciliari e alla famiglia sono stati sequestrati tutti i beni, creando un notevole disagio alla moglie Marilyn e ai figli Joe e Carol. Stanco per la pressione dei media, Louis vuole farsi intervistare per discolpare almeno i familiari. Il suo avvocato Lenny Winstone lo convince a cancellare l'intervista, convinto che finirebbe per causare troppi danni. Marilyn riferisce a Patty che il marito ha informato la famiglia della truffa il giorno del ringraziamento. Ellen sta cercando di convincere uno spacciatore a dargli il nome del suo fornitore.
Joe Tobin viene aggredito verbalmente da un risparmiatore truffato e reagisce prendendolo a pugni. Dietro a questo episodio c'è lo zampino di Patty che ha fatto in modo di indurre Joe a parlare con lei. Nel frattempo, Joe ha preteso di avere dalla madre il numero di telefono di una persona che suo padre ha chiamato la sera del ringraziamento dopo la confessione alla famiglia. Joe consegna il numero a Patty, auspicando che ciò possa contribuire a discolparlo. Patty fa recapitare a Ellen una borsa piuttosto costosa come segno di un'amicizia che spera sia possibile riprendere. Ellen si insospettisce quando all'improvviso lo spacciatore di cui si sta occupando decide di confessare il nome del suo fornitore. Mentre si trova al bar, dove è stata importunata da un uomo di nome Julian Decker che afferma di essere un architetto, Patty va in bagno e trova Ellen che le dice di non aver bisogno del suo aiuto, invitandola a voltare pagina per poter conservare un buon rapporto. Louis convoca il figlio Joe per confessare che ci sono ancora parecchi soldi nascosti. Patty compone il numero datole da Joe e squilla il cellulare di un senzatetto.
Presente. Huntley irrompe nell'appartamento di Tom, dove osserva delle macchie di sangue sulla parete. Dalla finestra vede il senzatetto del numero segreto di Patty e, raggiunta la sua sistemazione, trova tra gli oggetti che vende ai passanti la borsa di Ellen. Aperto il cassonetto dei rifiuti, Huntley trova il cadavere di Tom.

## In cerca della verità
- Titolo originale: The Dog Is Happier Without Her
- Diretto da: Matthew Penn
- Scritto da: Todd A. Kessler, Glenn Kessler, Daniel Zelman e Aaron Zelman

### Trama
Huntley mostra al senzatetto la fotografia di Tom. L'uomo afferma di conoscerlo, ma non intende dire di più perché ci sono dei segreti tra loro due. Tra la refurtiva è rinvenuta la borsa con la patente di Ellen. Il senzatetto sostiene che tra Tom ed Ellen fosse in corso un affare molto importante.
Sei mesi prima. Patty e Phil stanno trattando le condizioni del loro divorzio, ma sono in stallo da diverso tempo per via dell'appartamento in cui Patty vuole continuare a vivere. Osservando il suo cane Kori che non mangia, Patty chiede a Phil di tenere l'animale qualche giorno e vedere se cambia umore. L'appartamento di Joe Tobin è posto sotto sequestro, essendo stato acquistato con il denaro sottratto agli investitori. Rachel, la moglie di Joe, decide di andarsene insieme al figlio Kevin dai suoi genitori per sottrarre il bambino a un clima diventato insostenibile. Joe comunica al padre Louis che ha deciso di aiutarlo a cercare i soldi e che da questo momento non parlerà più con Patty Hewes. Tom ha rintracciato il mittente del numero di telefono consegnato a Patty, raggiungendo il senzatetto che gli mostra il cassonetto dei rifiuti in cui ha trovato uno stivale con la sigla di Louis Tobin. Indagando, Tom ha scoperto che Louis Tobin ha commissionato a una boutique numerosi abiti femminili destinati a una certa D.M.M., la donna che con ogni probabilità è l'intestataria del numero di telefono. Non risulta però nessuna persona con questo nome tra gli investitori e nemmeno all'interno della famiglia Tobin. Roger, l'avvocato assunto dallo studio Hewes per rimpiazzare Ellen, consegna a Tom un fascicolo che lo mette parecchio in agitazione. L'unico modo per scoprire l'identità di D.M.M. è accedere agli incartamenti della procura distrettuale, battendola sul tempo prima che dichiari Louis Tobin in arresto e impedisca a Patty di procedere a favore degli azionisti truffati.
Tom pranza con Ellen, chiedendole di ricambiare il favore che le aveva fatto nel caso Purcell. Ellen si rivolge a Nick Salenger, il collega della procura che si sta occupando del caso Tobin e che da quando è arrivata le sta facendo la corte. Phil riconsegna Kori, pienamente ristabilito, a Patty e insieme decidono di stappare una bottiglia donata anni prima da François Mitterrand che avevano conservato per un'occasione speciale. Phil propone a Patty di ricominciare, ma la donna sostiene che senza Michael non ha più bisogno di lui. Tom confessa alla moglie Deb di aver investito il loro denaro in un fondo appartenuto a Louis Tobin e ora sono tutti nei guai. Ellen scopre che D.M.M. è Danielle Marchetti, una donna che ha lavorato come segretaria nel centro sportivo frequentato da Louis Tobin. Costui, allertato dal figlio della scoperta di Patty, ordina a Lenny di preparare un passaporto per far fuggire Danielle prima che Patty la chiami a deporre. Joe si presenta a casa di Danielle ubriaco e inveisce contro di lei per la relazione con suo padre, andandosene dopo che la donna ha minacciato di chiamare la polizia. Ancora attaccato alla bottiglia, Joe fa retromarcia senza accorgersi che Danielle era uscita in strada e la investe.
Presente. Ellen viene informata dal suo capo della morte di Tom e si presenta a casa di Deb, chiedendole consiglio sull'affare in corso tra lei e Tom. Il medico legale ha rinvenuto alcune ferite sul cadavere di Tom, tuttavia la causa della morte è l'annegamento.

## I nodi vengono al pettine
- Titolo originale: Flight's at 11:08
- Diretto da: Tony Goldwyn
- Scritto da: Todd A. Kessler, Glenn Kessler, Daniel Zelman e Mark Fish

### Trama
Joe Tobin trascina il corpo di Danielle Marchetti in casa e invoca l'aiuto di Lenny per risolvere la situazione. Patty chiede a Curtis Gates di spiccare un mandato che impedisca a Danielle di lasciare gli Stati Uniti, ma il procuratore ha bisogno di una prova concreta a giustificazione della misura cautelare. Tom si presenta nella via in cui abita Danielle, ma non trova nessuno in casa e chiede a un vicino se ultimamente ha visto Danielle. In realtà, questo vicino è un dottore che Lenny ha chiamato per visitare Danielle, la quale si è risvegliata dallo svenimento. Il medico avverte Lenny e Joe che Danielle rischia di aver rimediato una commozione cerebrale, andrà ricoverata in ospedale qualora i sintomi si dovessero aggravare e ovviamente è fuori discussione che prenda un aereo. Ellen torna a casa dei genitori nel New Jersey per una cena di famiglia con la sorella Carrie e la nipotina appena nata. Ellen si insospettisce per l'assenza del cognato e i suoi sospetti che qualcosa non vada trovano conferma quando vede Carrie piangere sul divano assieme alla madre.
Da un colloquio tra Joe e Danielle si scopre che la donna è stata anche la sua amante, ma si è messa con il padre quando Joe ha avuto problemi di alcolismo. Chris Sharp, un collega di Ellen alla procura, ha trovato una chiamata di Danielle sul suo cellulare e quando la richiama le risponde Joe. Quest'ultimo ha mentito a Danielle, affermando che secondo il dottore sta bene e quindi può volare. Patty convoca Lenny nel suo ufficio, minacciando di divulgare un comunicato stampa in cui rivelerà la relazione segreta tra Louis Tobin e Danielle Marchetti nel caso in cui non impedirà alla donna di partire. Tom raggiunge la moglie Deb al ristorante per una cena in cui avrebbe dovuto raccontare ai suoceri, convinti da lui a investire nel fondo collegato ai Tobin, i problemi finanziari in vista. Sedutosi al tavolo, Tom ha un flash in cui ricorda di aver visto un bicchiere con il ghiaccio in casa di Danielle Marchetti, quindi telefona a Patty dandole il numero di targa di Joe. La polizia ferma Joe mentre è diretto in aeroporto per un fanale rotto nell'incidente con Danielle. Lenny è in aeroporto, pronto a ricevere i fuggitivi, quando vede arrivare Patty che lo informa di averli fermati e che il suo studio ha notificato il mandato a deporre a Danielle. Ellen scopre che Carrie è stata lasciata dal marito e decide di fermarsi la notte per dare manforte alla sorella nel comunicare la notizia al padre. Salita in camera da letto, Ellen trova una bustina di droga nella borsa di Carrie.

## Menzogne e decisioni
- Titolo originale: Don't Throw That at the Chicken
- Diretto da: Matthew Penn
- Scritto da: Todd A. Kessler, Glenn Kessler, Daniel Zelman e Jeremy Doner

### Trama
Huntley deve comunicare a Patty il ritrovamento del cadavere del suo socio Tom. Patty è molto scossa e riferisce che Tom le aveva telefonato preoccupato per l'imminenza di una minaccia.
Cinque mesi prima. Danielle Marchetti è ricoverata in terapia intensiva e non sarà in grado di parlare per diverso tempo. Siccome Louis Tobin andrà a sentenza in settimana, Patty prova a convincere Gates a posticipare il pronunciamento del verdetto perché altrimenti sarà impossibile usare quanto avrà da dire la Marchetti contro di lui. Patty riesce a ottenere un rinvio di un solo giorno, confidando di strappare una confessione a Louis in una deposizione alla quale invita Ellen a partecipare. Joe si è trasferito a casa dei suoceri, rifiutando di vedere un'ultima volta suo padre prima della sentenza. Lenny ingaggia un'agenzia investigativa per spiare Joe e verificare se ha smesso di bere, avendo sentito la sera a casa della Marchetti che il suo alito puzzava di alcol. Ellen ha bloccato l'assegno del prestito che Carrie le aveva chiesto, rifiutandosi di versarglielo fino a quando non le dirà la verità sulla droga. Patty incontra Michael a pranzo, rimanendo ben impressionata dal figlio che dice di aver trovato un lavoro nella finanza e interrotto la relazione con Jill. In realtà, Michael non sta affatto lavorando, tentando di sbarcare il lunario come pittore, e convive ancora con Jill, tanto che i due aspettano un figlio.
Nella deposizione Louis afferma che la sera del ringraziamento telefonò a Danielle perché si sentiva poco bene e necessitava delle pastiglie che aveva lasciato a casa sua. Patty inizia a inveire contro la famiglia Tobin, affermando che senza di lui la sua impresa andrà in rovina perché nessuno sarà in grado di prendere il suo posto. Louis se ne va senza aver dato alcuna indicazione, ma Patty si dice convinta che riuscirà a trovare i soldi. Joe sta per cedere all'alcol, ma caracollando per la strada decide di cambiare vita e versa il contenuto della bottiglia in un cestino dei rifiuti. Louis Tobin si suicida ingerendo un tè con medicinali, lasciando una cartellina per Patty Hewes. Quella stessa cartellina è però ritrovata da Joe. Patty invita Ellen a casa sua, invitandola a non trascurare gli affetti per il lavoro.
Presente. Huntley invita Patty a restare a disposizione degli inquirenti. Tornata a casa, Patty sbraita al telefono con qualcuno che aveva detto di fermarsi.

## Morte sospetta
- Titolo originale: It's Not My Birthday
- Diretto da: Daniel Zelman
- Scritto da: Todd A. Kessler, Glenn Kessler, Daniel Zelman e Adam Stein

### Trama
Patty è convinta che Tom sia stato ucciso, rifiutandosi di pensare al suicidio. Prima di morire l'uomo aveva telefonato alla moglie, dicendo di amarla più di ogni cosa.
Cinque mesi prima. La famiglia Tobin dà l'ultimo saluto a Louis, con la figlia Carol che accusa gli azionisti di essere i responsabili della morte del padre. Joe mostra a Lenny la busta destinata a Patty Hewes in cui sono contenute le indicazioni per arrivare ai soldi nascosti. Nelle carte ricorre spesso il nome di Stuart Zedeck, l'unico che conosce il modo per arrivare al denaro. Gates è molto deluso per il comportamento di Patty, la quale ha nascosto alla procura le prove su Danielle Marchetti, e intende interrogarla prima che lo faccia Patty una volta che sarà dimessa dall'ospedale. Gates offre alla donna l'immunità nel processo contro i Tobin, ma in cambio dovrà dire tutto quello che sa per incastrarli. Ellen riceve la visita di Josh Reston, il giornalista che aveva indagato sulla UNR in West Virginia. Reston, che si è trasferito a New York per lavorare in una nuova testata, propone a Ellen di diventare la sua fonte in procura nel caso Tobin. Patty e Tom stanno valutando Alex Benjamin, una nuova associata per lo studio.
Joe riunisce i familiari per rivelare che il padre non è morto d'infarto, come comunicato inizialmente, ma si è suicidato ingerendo una sostanza velenosa che aveva fatto preparare al suo medico. Patty ha scoperto che Louis Tobin aveva creato un fondo fiduciario per un minore, ma non si tratta del figlio di Joe, già presente nell'asse ereditario. Dunque Louis ha avuto un'altra figlia, nata dalla relazione con Danielle, e i soldi erano destinati a lei e alla madre per non lasciarle prive di sostentamento. Patty fa il colloquio ad Alex, rimanendo colpita dalla faccia tosta della giovane che racconta di aver denunciato un professore del college per molestie mai avvenute soltanto perché si era rifiutato di farla entrare nella rivista della facoltà. Ellen fa la conoscenza di Alex e le racconta della sua esperienza da Patty Hewes, usando le stesse parole che a suo tempo le furono dette da Hollys Nye quando era lei a dover accettare il posto. Ellen inizia a frequentare Josh, rifiutandosi però di rivelare il motivo per cui ha lasciato il lavoro da Patty. Joe incontra un emissario di Stuart Zedeck, ma costui non intende relazionarsi più con i Tobin. Patty telefona a Danielle per informarla che ha saputo della figlia e le offre una scappatoia, ma per beneficiarne dovrà appellarsi al quinto emendamento durante la deposizione con Gates. Danielle obbedisce, ma la sera viene ritrovata morta da Tom dopo aver ingerito lo stesso cocktail di Louis. Carol Tobin, che quel pomeriggio era stata della Marchetti, getta nel fiume l'ampolla contenente il veleno. Intanto, Marilyn accoglie in casa la figlia di Louis e Danielle.
Presente. Un uomo avvolge il cadavere di Tom in un tappeto e lo getta nel cassonetto dei rifiuti.

## Un regalo per Marilyn
- Titolo originale: Don't Forget to Thank Mr. Zedeck
- Diretto da: Timothy Busfield
- Scritto da: Todd A. Kessler, Glenn Kessler, Daniel Zelman, Aaron Zelman e Mark Fish

### Trama
Il medico legale stima che la morte di Tom è avvenuta all'incirca tre ore prima il rinvenimento del cadavere. Tuttavia, l'incidente di Patty si è verificato due ore prima dell'annegamento, quindi Huntley ritiene che possa essere stato Tom stesso al volante dell'altra macchina.
Quattro mesi prima. Gates affida a Ellen le indagini sulla morte di Danielle Marchetti. Tom inizia a ipotizzare tagli al budget familiare per fronteggiare il denaro perso con i Tobin, ma la moglie Deb non intende rinunciare al proprio tenore di vita. Patty si rivolge a Sterling Biddle, un affarista che fece incarcerare anni prima, per cercare di capire dove Tobin può avere nascosto i soldi. Biddle non intende rispondere se prima Patty non farà qualcosa per lui. Allora la Hewes incarica Alex di far pervenire a Biddle del caviale iraniano, così da fargli riassaporare i piaceri della vita fuori dal carcere. Alex si convince che questo primo incarico sia il preludio a una sua assunzione, ma rimane interdetta quando al suo ritorno nello studio viene trattata come una qualsiasi visitatrice. Ellen e i suoi colleghi si concentrano sul dottor Karl Brandt, il medico personale di Louis Tobin che gli ha fornito la sostanza letale, pensando che sia collegato alla morte di Danielle. Il dottore tenta di svicolare, sottolineando come sia normale un tasso elevato di potassio dopo la morte.
Joe ottiene un incontro con Zedeck all'ultima fermata della metropolitana. Qui l'uomo racconta di essere stato amico di suo padre, ma di non sapere ancora se può fidarsi di lui. Zedeck inizia una sorta di caccia al tesoro con Joe, mandandolo in una lavanderia a ritirare una pelliccia per Marilyn. Anziché consegnarla alla madre, Joe decide di tenerla perché non ha capito a che gioco sta giocando Zedeck. Costui, che ha avuto la prova di fedeltà desiderata, gli fornisce le indicazioni per raggiungere una valigia contenente i soldi segreti del padre. Patty e Tom hanno scoperto che il denaro di Tobin si trova in un fondo offshore ad Antigua a cui però poteva accedere soltanto una persona fisicamente sul posto. Tom ha una colluttazione con Eric Nichols, consulente finanziario nonché padre di una compagna di scuola della figlia, responsabile a suo dire di averlo mal consigliato nell'investimento poi rivelatosi fatale. La rissa infonde in Tom la convinzione di poter arrivare ai soldi di Tobin senza dover sacrificare le finanze familiari. Patty riceve la visita di un architetto raccomandatole da Biddle e scopre che si tratta di Julian Decker, lo stesso uomo che tempo prima l'aveva avvicinata in un bar. Alex telefona a Ellen per comunicarle che Patty ha deciso di assumerla. Tom apprende che Tessa Marchetti, la figlia segreta di Tobin e Danielle, lavora come hostess e quindi era lei ad accedere al conto offshore.
Presente. Huntley raggiunge la macchina di Tom e apre il bagagliaio, trovando un borsone contenente parecchi soldi.

## Il corriere
- Titolo originale: You Haven't Replaced Me
- Diretto da: Glenn Kessler
- Scritto da: Todd A. Kessler, Glenn Kessler e Daniel Zelman

### Trama
Huntley interroga Ellen, mostrandole la borsa contenente i suoi documenti. Ellen afferma che la borsa è sua e le era stata rubata.
Tre mesi prima. Ellen riceve una telefonata di Patty alle quattro di notte per invitarla a cena il giovedì successivo. Tom vola ad Antigua e osserva Tessa Marchetti recarsi in barca, attirando l'interesse di un impiegato che lo invita a uscire se non deve effettuare operazioni. Successivamente lo stesso impiegato propone a Tom di accedere alle informazioni su Tessa, in cambio vuole trasferirsi con la famiglia negli Stati Uniti per poter curare la figlia malata. Zedeck è informato della presenza di Tom ad Antigua da un suo contatto sul posto, il quale intercede affinché l'impiegato della banca mandi a monte l'accordo con Tom. Ellen si presenta a casa di Patty giovedì sera, ma la trova intenta a discutere con Alex del caso Tobin. Patty sostiene di averle detto che la cena fosse venerdì anziché giovedì, ma Ellen è convinta di aver inteso bene la telefonata ed è stato un equivoco voluto da Patty. La procura è orientata ad accusare Joe di aver fornito a Danielle il veleno con cui si è suicidata, analogamente a quanto fatto con il padre.
Lenny si assenta da New York per andare a trovare la madre, ricoverata in un ospizio, dove però apprende che è deceduta da cinque mesi. Lenny si reca a casa di Albert Wiggins, suo padre, arrabbiato per non essere stato avvertito. Wiggins però lo minaccia di lasciarlo in pace, altrimenti rivelerà ai Tobin misteriosi segreti che non ha mai detto. Ellen chiede a Josh di intervistare Alex per il suo giornale, così da tenderle un tranello perché Patty non vuole che i collaboratori rilascino interviste senza il suo consenso. In seguito Ellen si finge sorpresa per la decisione di Alex di farsi intervistare, ma dice di non poter far nulla per impedire la pubblicazione e la invita a parlarne con Patty prima che la scopra. Intanto, Ellen ha parlato con il portiere dell'albergo in cui soggiornava Danielle Marchetti, scoprendo che l'ultima persona ad averla vista viva è stata Carol Tobin. Quando si presenta nell'ufficio di Gates per informarlo, Ellen subisce un rimprovero dal suo capo perché insiste nel voler aiutare Patty a risarcire gli azionisti, mentre invece l'interesse della procura è condannare i Tobin. Ellen decide quindi di nascondere a Gates l'informazione avuta dal portiere, condividendola con Patty per offrirle il suo aiuto. Patty ha visionato l'intervista di Alex e collegato il nome di Josh Reston a Ellen, compiaciuta che la vecchia collega le sia ancora fedele. Lenny viene messo alla porta da Joe che ha scoperto, tramite Zedeck, l'esistenza di Tessa. Patty e Tom ripartono alla volta di Antigua, dove potranno indagare sugli affari dei Tobin nella banca. Il loro appoggio è Horatio Emanuel, lo stesso uomo che però è in combutta con Zedeck.
Presente. La scientifica ha esaminato la borsa di Ellen, rinvenendo un'impronta appartenente ad Albert Wiggins.

## Inganni e ricatti
- Titolo originale: I Look Like Frankenstein
- Diretto da: Chris Terrio
- Scritto da: Todd A. Kessler, Glenn Kessler e Daniel Zelman

### Trama
Il conducente dell'automobile che ha volontariamente avuto la collisione con Patty aveva sul parabrezza una statuina della Statua della libertà. Huntley chiede la collaborazione di Ellen per fare luce sui rapporti tra Patty e Tom, spiegando come ha fatto la sua borsa a finire sulla scena del crimine.
Tre mesi prima. Patty e Tom interrogano il signor Emanuel sul conto corrente dei Tobin ad Antigua, ma l'uomo si nasconde dietro al segreto bancario e promette che farà ogni sforzo per aiutarli. Carol Tobin è sparita da alcuni giorni e Lenny sguinzaglia la sua investigatrice privata per rintracciarla. Ellen incontra Michael e Jill in un negozio di giocattoli, facendo loro le congratulazioni per la gravidanza. Michael consegna a Ellen l'invito per la sua prima esposizione di quadri, convinto che lei e sua madre abbiano interrotto i rapporti e quindi non le andrà mai a dire nulla. Invece Ellen si complimenta con Patty perché diventerà nonna, lasciandola di sasso, benché riesca a nascondere il proprio dispiacere. Tobin consegna alla moglie due mazzette di banconote, chiedendole di spenderle con parsimonia per non destare sospetti. Patty si fa accompagnare alla galleria di Michael, ma una volta accostata la macchina cambia idea e ordina all'autista di ripartire.
Frobisher lancia la Whirlwind Iniziative, una campagna pubblica per incentivare la diffusione dell'energia eolica negli Stati Uniti. Purtroppo l'imprenditore deve fare i conti con il suo passato e si rivolge al celebre attore Terry Brooke per far decollare la neonata organizzazione. Frobisher vorrebbe che Terry comparisse in alcuni spot pubblicitari, diventando il volto di punta dell'iniziativa, e a tal fine gli presta la sua autobiografia. Terry rimane folgorato dal libro e propone a Frobisher di vendergli i diritti per trarne un film. Tom porta Ellen da Berry, il senzatetto che la sera del ringraziamento ha visto un uomo gettare nel cassonetto dei rifiuti un paio di stivali appartenuti a Louis Tobin e il cellulare di Danielle Marchetti. Patty incontra Jill per metterla al corrente delle indagini che ha fatto sul suo conto, scoprendo dell'ex marito che ha ottenuto la custodia esclusiva delle figlie e il tribunale del Colorado che l'ha definita una pessima madre. Jill sostiene di non aver nulla da temere, poiché Michael conosce la sua vita passata, e rifiuta il denaro che Patty le offre per uscire dalla vita del figlio. Tuttavia, Jill è rimasta turbata e tenta inutilmente di indurre Michael a lasciarla per godere la giovinezza che sta perdendo. L'investigatrice consegna a Lenny l'indirizzo in cui si trova Carol, lo stesso nel quale è situato un appartamento intestato allo stesso Lenny. Costui scopre che Carol era nascosta da Joe, il quale le ha commissionato l'omicidio di Danielle perché stava diventando troppo pericolosa. Berry ha seguito Lenny e telefona a Tom per dirgli che è lui lo stesso uomo visto la notte del ringraziamento.
Presente. Ellen racconta ad Huntley che lei e Tom si stavano vedendo perché progettavano di aprire uno studio insieme. Tom telefona a Patty e apre la porta a Lenny, il quale gli consegna il borsone contenente i soldi, onorando un patto stipulato tempo prima.

## Il film
- Titolo originale: Drive It Through Hardcore
- Diretto da: Tate Donovan
- Scritto da: Todd A. Kessler, Glenn Kessler e Daniel Zelman

### Trama
Tom consegna a Patty la lettera di dimissioni.
Due mesi prima. Lenny ha nascosto Carol in un appartamento per proteggerla da Patty. Dopo aver trovato Carol nella vasca da bagno, Lenny decide di mandarla dal suo psichiatra, il dottor Samuels. Carol riesce a farsi prescrivere degli ansiolitici senza rivelare il vero motivo della sua crisi, ovvero l'uccisione di Danielle, ma Samuels la vuole rivedere ogni settimana per monitorare i progressi. Patty ha fatto seguire Danielle ed è entrata in possesso della ricetta rilasciatale da Samuels. Carrie, la sorella di Ellen, è stata arrestata per possesso di metanfetamine. Ellen ha le mani legate, poiché appartenendo alla procura non può intercedere per conto di Carrie, altrimenti rischierebbe il posto. Terry fa conoscere a Frobisher la sua produttrice Gail, la quale intende presentare il personaggio di Patty come la cattiva senza scrupoli che ha fatto di tutto per incolpare il povero imprenditore generoso. Frobisher però ha superato l'astio nei confronti di Patty e, per dimostrare a Terry e Gail che non è affatto come la descrivono, organizza un incontro con la Hewes. Rientrata a casa, Patty trova Michael che le annuncia l'arrivo del figlio e le domanda, in vista degli esami di routine, se in famiglia ci sono stati casi di patologie o aborti spontanei. Patty nega tutto, nascondendo i segreti del suo passato.
Patty si è convinta a ristrutturare l'appartamento e chiama Julian Decker per visionare il progetto. Decker propone di distruggere il cartongesso per vedere cosa si nasconde dietro alle pareti. L'incontro tra Patty, Frobisher, Terry e Gail non va per il verso giusto. La Hewes non esita a mettere Frobisher in cattiva luce, affermando che le vere vittime erano stati i dipendenti che lui aveva imbrogliato. Profondamente deluso dal comportamento di quella che credeva non fosse più una nemica, Frobisher accetta l'idea originaria di mettere Patty in cattiva luce nel film. Accusata dalla madre di non fare abbastanza per aiutare Carrie, Ellen tenta di parlarne con Gates. Anche il suo capo ritiene troppo pericoloso per la sua carriera farsi coinvolgere, dato che la sorella deve essere punita e pagare per le sue colpe. Patty inganna Carol, facendola venire nello studio del dottor Samuels prima del prossimo appuntamento. Messa davanti alla prospettiva di finire in prigione, Carol fornisce a Patty a Tom informazioni preziose sulla sera del ringraziamento. Lei e Lenny erano passati a casa di Danielle, dove Lenny era sceso per "ripulirla" dopo la confessione di Louis Tobin. Dalla macchina Carol ha osservato Lenny parlare con una ragazza, Tessa Marchetti, che Lenny ha poi detto essere la domestica di Danielle. Patty ha la conferma che Tessa le ha mentito, avendole precedentemente detto di aver trascorso il Ringraziamento lontana dalla madre.
Presente. Dopo aver fatto una telefonata, il corpo di Tom vola in acqua dal Ponte di Brooklyn.

## Legami di sangue
- Titolo originale: Tell Me I'm Not Racist
- Diretto da: David S. Tuttman
- Scritto da: Todd A. Kessler, Glenn Kessler e Daniel Zelman

### Trama
I querelanti di Tobin hanno richiesto la sostituzione di Patty come loro avvocato difensore, convinti che un altro legale sarà in grado di far avere loro i soldi. Patty reagisce alla situazione in modo insolitamente cauto, preannunciando una memoria difensiva con cui tentare di convincere il giudice Reilly a lasciarle l'incarico. Tom invece è molto più radicale, poiché perdere la causa condannerebbe la sua famiglia alla povertà, e vuole mettere sotto torchio Tessa Marchetti per indurla a confessare. Ellen sogna di entrare nell'appartamento di Patty con un mazzo di fiori gialli in mano e trovare, intenta a girare il sugo in cucina, una donna dai capelli neri che dice di conoscerla bene. Nel frattempo, la situazione di sua sorella Carrie rischia di complicarsi perché l'amica a cui ha venduto la droga ha patteggiato. Joe avvicina Tessa e la ringrazia per non aver detto nulla di compromettente a Patty Hewes, lasciandole il proprio contatto in caso di necessità. Marilyn è turbata perché la sua fondazione, ritenendola coinvolta nelle manovre del marito, le impedisce di partire per l'annuale viaggio caritatevole in Tanzania. La donna chiede a Lenny di convincere Zedeck, membro del consiglio d'amministrazione, di intercedere in suo favore.
Tessa si presenta in procura per riferire a Ellen e al suo collega Nick che è stava avvicinata da Tom Shayes. Il nome di Tom fa ricordare a Nick del favore che mesi prima Ellen gli aveva chiesto per suo conto, quindi ha capito che Ellen sta aiutando Patty e danneggiando la procura. Ellen chiede a Nick di non dire nulla a Gates, promettendogli di condividere i meriti con lui una volta che arriveranno ai soldi dei Tobin. Lenny è perseguitato da suo padre, Albert Wiggins, il quale continua a minacciarlo di raccontare i suoi segreti a Tobin qualora non intenda aiutarlo. Il CDA della fondazione di Marilyn sta votando sull'opportunità di farla andare in Tanzania e Zedeck, il cui voto è decisivo, le volta le spalle dicendo "no". Albert si reca nello studio del figlio, mentre è presente Marilyn, millantandosi come un suo vecchio professore che voleva fargli visita. Dopo aver sognato nuovamente la stessa donna, Ellen rovista nei ricordi d'infanzia e trova una fotografia della stessa persona. Sua madre afferma che è stata la sua baby-sitter per un breve periodo. Andata in carcere a trovare Carrie, Ellen si convince che anche la sorella le sta nascondendo la verità e annuncia che ha deciso di abbandonarla al suo destino. Nick tradisce Ellen, rivelando la verità a Gates. Albert vuole avere una parte dei soldi nascosti da Louis Tobin, ma Lenny finge che non ha idea di dove si trovino. Intanto però sta continuando a incassare il denaro, a piccole rate, da Zedeck. Il giudice Reilly concede a Patty una settimana di tempo per risolvere il caso Tobin, altrimenti procederà alla sua sostituzione. Ellen consegna a Tessa il numero di telefono di Patty, poi chiama in procura per riferire che si assenterà dal lavoro. Mentre Ellen si dirige fuori da New York, alla ricerca della verità, Tessa è arrestata da Gates prima che possa andare a parlare con Patty.

## Il lato oscuro
- Titolo originale: All That Crap About Your Family
- Diretto da: Matthew Penn
- Scritto da: Todd A. Kessler, Glenn Kessler e Daniel Zelman

### Trama
Ellen rintraccia la casa in cui vive Anne Connel, la donna della fotografia. Anne conferma di averle fatto da baby-sitter per sei mesi, rivelandole che nella sua famiglia c'erano problematiche così gravi che sua madre le aveva proposto di adottare Ellen, salvo poi cambiare idea e allontanarla da lei. Tessa è in stato di fermo per favoreggiamento dell'immigrazione clandestina, avendo dato ospitalità al fidanzato di Antigua che aveva il permesso di soggiorno scaduto. Ellen si presenta a casa di Patty, in crisi dopo che Gates l'ha accusata di aver agito alle spalle della procura, e si assume la responsabilità al posto di Tom di aver avvicinato Tessa. Patty, rammaricata per il suo comportamento e dicendosi tradita, la caccia via. Zedeck racconta a Joe che suo padre ha scelto Tessa come corriere per trasferire i soldi ad Antigua il giorno del ringraziamento, facendole credere che lei sarebbe andata a firmare per trasferire i soldi a una delle tante fondazioni foraggiate dai Tobin. Frobisher cerca di aiutare Terry a entrare meglio nella sua parte, avvicinando al suo lato più oscuro.
Gates mette Ellen in congedo a tempo indeterminato prima di decidere se licenziarla. Tom confessa a Patty che Ellen si è assunta la colpa al posto suo, ma non è pentito dell'avventatezza con cui ha contravvenuto ai suoi ordini. Patty ottiene da Gates la rimessa in libertà di Tessa, però segretamente perché la Hewes vuole mandarla ad Antigua per trafugare il contenuto dei moduli delle sue operazioni per conto dei Tobin. Lenny e Marilyn sono gli unici a sapere la verità su Tessa, la quale non è figlia di Louis bensì di Joe. Marilyn entra nello studio di Lenny per informarlo che, come concordato tra loro, ha detto a Joe la verità sulla ragazza. Ellen immagina di passeggiare per strada e incontrare David, dal quale viene convinta a mollare il lavoro in procura per tornare con Patty. Nel frattempo, la Hewes, che evidentemente non ha più trovato nessuna collaboratrice brava come Ellen, comunica ad Alex che vuole interrompere il loro rapporto lavorativo. Tessa parte per Antigua accompagnata da Malcolm, il fidato tirapiedi di Patty. Dopo essere stata in banca, Tessa torna in albergo e trova Malcolm ucciso nella stanza d'albergo. La giovane non fa in tempo a uscire che spunta un sicario e le spara un colpo in fronte. Il mandante del duplice omicidio è Horatio Emanuel, il quale telefona a Joe per comunicargli di aver compiuto quanto da lui chiesto. Infatti, è stato Joe a voler togliere di mezzo Tessa perché ancora convinto che sia figlia di suo padre, il che significa che Marilyn ha mentito a Lenny e non ha detto al figlio che in realtà Tessa era sua figlia.

## L'accordo
- Titolo originale: You Were His Little Monkey
- Diretto da: Timothy Busfield
- Scritto da: Todd A. Kessler, Glenn Kessler e Daniel Zelman

### Trama
Il giudice Reilly comunica a Patty di aver saputo che Tom è tra le vittime della truffa di Tobin, originando un conflitto d'interessi. Tom rassegna le dimissioni, dichiarando alla stampa che spera così facendo di aiutare Patty e i colleghi a risolvere il caso. Gates riprende Ellen a lavorare in procura, affidandole la conduzione del procedimento contro Carol Tobin. Ellen deve la riassunzione a Patty, la quale ha posto questa condizione a Gates nel loro precedente accordo. Lenny inizia a prelevare soldi del fondo per l'Africa dai Tobin per consegnarli a suo padre. Quando però Albert viene arrestato per rissa, l'informazione viene passata da una poliziotta a Josh Reston. Il giornalista, appurata in questo modo una sconvolgente verità sul conto di Lenny, ne mette al corrente Ellen in cambio dell'esclusiva. Lenny Winston è al centro di uno scambio di persone, poiché il vero Lenny è un giovane morto dopo essersi laureato in legge, mentre lui invece si chiama Lester Wiggins e ha usato l'abilitazione ad avvocato del defunto. Inoltre, suo padre Albert è un noto falsario con numerosi precedenti. Michael informa sua madre che la gravidanza di Jill prosegue regolarmente, oltre ad aver fatto un test che certifica la sua paternità. Ciò che Michael non sa è che Jill ha accettato la proposta di Patty e incassato i soldi per uscire dalla sua vita.
Joe ha saputo la verità su Lenny-Lester e ne revoca la nomina ad avvocato della famiglia Tobin. Albert si presenta come Zedeck per ottenere altro denaro dalla fondazione per l'Africa. Tom è stato cacciato di casa dalla moglie per aver perso il lavoro e messo in vendita l'appartamento in centro. Terry Brooke incontra Patty per approfondire il personaggio di Arthur, dal quale ha saputo che ai tempi del caso aveva messo a libro paga un poliziotto corrotto, Messner. Patty ne mette immediatamente al corrente Ellen e Gates, facendo uscire il nome di Wes come socio di Messner. Ellen lascia un messaggio a Wes, chiedendogli un incontro. Tom fa fronte comune con Lenny per distruggere i Tobin, chiedendo indietro i suoi soldi. Lenny gli mette a disposizione un suo appartamento sfitto, consegnandogli metà del denaro e l'altra metà quando gli avrà fatto ottenere l'immunità processuale. Ellen rivela a Patty che le dimissioni di Tom erano una finta per avvalersi della collaborazione di Lenny e poter incastrare i Tobin. Mentre sta dormendo sul pavimento, Tom è svegliato dal senzatetto Berry che dice di averlo visto parlare con il signore della sera del ringraziamento.

## Il passato che ritorna
- Titolo originale: The Next One's Gonna Go In Your Throat
- Diretto da: Todd A. Kessler
- Scritto da: Todd A. Kessler, Glenn Kessler e Daniel Zelman

### Trama
Maggio 1972. Una giovane Patty Hewes, incinta, torna a casa perché ha deciso di tenere il bambino e al tempo stesso laurearsi. Patty accarezza un cavallo e fa la conoscenza dello stalliere vicino di casa, il signor Julian Decker.
Presente. La procura concede a Lenny l'immunità processuale. Scoperto dall'impiegato della banca che qualcuno si è fatto passare per Zedeck, costui e Joe sono convinti si tratti di Lenny. Ellen incontra Wes che conferma la responsabilità di Messner nel delitto di David. Wes ora intende collaborare con lei e far arrestare Frobisher, il mandante dell'omicidio. Ellen però ha superato la tragedia e non vuole che Wes vada in prigione per aver ucciso Messner. Wes invita Frobisher a costituirsi, ma l'imprenditore lo avverte che è pronto a denunciarlo per la morte di Messner. Jill si è rimangiata l'accordo con Patty, spendendo i soldi per regalare una Jaguar a Michael e comprare un appartamento più grande. Patty fa mettere Jill in stato di fermo con l'accusa di rapporti sessuali con un minorenne, rivelandole di aver scoperto che dagli esami cromosomici si evince che alla data del concepimento Michael era minorenne. La sera del ringraziamento Louis Tobin ha rivelato alla moglie Marylin di aver messo in piedi con Lenny la truffa dello schema Ponzi per recuperare i profitti che Joe, incautamente nel periodo in cui beveva, aveva promesso agli investitori. Joe accusa sua madre di essere la responsabile della situazione e la allontana dalla sua vita. Marylyn va a parlare con Patty per confessare tutti i crimini commessi dalla famiglia Tobin, compresa l'eliminazione di Tessa Marchetti per non far sapere a Joe che era sua figlia. Marylin è disposta a sacrificarsi per tutta la famiglia, ma Patty è risoluta nel voler incastrare Joe. Tom acquista una Honda Accord con una testa della Statua della Libertà sul parabrezza, consegnando poi le chiavi a Ellen per completare la transazione con Lenny. Questi però, dopo averle dato il dossier su Joe in cambio dei documenti per l'immunità, ruba la borsa di Ellen. Wes estorce a Frobisher la confessione dell'omicidio di David, assumendosi anche la sua responsabilità per la morte di Messner. Patty, tormentata dai rimorsi per i fatti avvenuti anni prima, vuole che Tom ed Ellen lascino perdere il caso e revochino l'accordo con Lenny.
Ormai però le cose sono andate troppo oltre e il mattino seguente si consuma la tragica girandola di eventi. Tom, in attesa dell'arrivo di Lenny, è raggiunto invece dal tirapiedi di Zedeck che lo ferisce con un coltello per non essersi fatto dire dove si trova Winston. Nel frattempo, Berry osserva Lenny nascondere la borsa di Ellen dentro la sua auto e la recupera. Lenny entra nell'appartamento, innesca un corpo a corpo con lo sgherro di Zedeck che però ha la meglio e lo strangola. Tom uccide il tirapiedi di Zedeck, dopodiché ordina a Berry di disfarsi dei due cadaveri. Lenny tuttavia è ancora vivo e fugge. Patty sta guidando la Jaguar, quando ha l'incidente all'incrocio con la Accord. A bordo dell'altra vettura c'è Michael, il quale l'aveva rubata a Ellen dopo che si erano incontrati nell'appartamento della madre, e dopo il tamponamento si dà alla fuga. Tom si trascina fino al suo appartamento, ma anziché sua moglie ci trova Joe che lo annega dentro il water e getta il cadavere nel cassonetto dei rifiuti. Dopo aver guardato vecchi filmati della sua vita familiare distrutta, Marylin si suicida buttandosi dal ponte sull'East River. Rientrata nel suo appartamento dopo l'interrogatorio con Huntley, Patty lascia un messaggio disperato a Ellen, accusandola di aver voluto andare avanti a tutti i costi. Ellen riceve però un'altra telefonata, quella di Lenny, che prima di fuggire imbarcandosi su un aereo le comunica di aver nascosto i documenti nella sua borsa perché non si fidava di Tom. Joe viene arrestato e Patty, nel raccogliere la deposizione, gli fa una proposta segreta.
Celebrato il funerale di Tom, Patty ed Ellen si ritrovano nella casa al lago. Patty racconta che le era stato offerto un posto di lavoro a New York, dove sarebbe diventata il primo avvocato donna di quello studio. La mancanza di ambizioni da parte dell'uomo con cui aveva concepito la bambina l'aveva convinta ad abortire, contravvenendo alle indicazioni del medico che le aveva ordinato riposo assoluto fino al parto. Ellen domanda a Patty se vale la pena sacrificare tutto, persino la bambina che sarebbe dovuta nascere, pur di raggiungere i propri traguardi. Senza aver ricevuto risposta, Ellen lascia Patty sola sul pontile.